# Паветта
Паветта (пол. Pavetta) — персонажка літературного циклу «Відьмак» польського письменника Анджея Сапковського, принцеса Цінтри. Дочка королеви Цінтри Каланте і мати Цірілли.

## Біографія
У Сапковського Паветта — єдина дочка королеви Цінтри Каланте і короля Регнера. Батько, ще не знаючи про її народження, поклявся віддати дівчинку Йожу з Ерленвальда, який згодом виявився наслідним принцом Нільфґаарда. Коли Паветті виповнилося 15 років, Каланте була змушена виконати клятву покійного на той момент чоловіка. Паветта стала дружиною Йожа і народила від нього доньку, яку назвали Ціріллою. Через кілька років Паветта загинула під час кораблетрощі. Як з'ясувалося пізніше, вона була носійкою гена Старшої крові, який від неї успадкувала дочка.

## У серіалах
У польському телесеріалі «Відьмак» Паветту зіграла Агата Бузек, і критики високо оцінили створений акторкою образ. В американському серіалі з тією ж назвою, який вийшов на екрани в грудні 2019 року, Паветту грає Гая Мондадорі.